# Sichtstrahl
Mit der Bezeichnung Sichtstrahl fasst man in der Schifffahrt minimal einzuhaltende Sichtverhältnisse in Vorausrichtung von zivilen Schiffen, besonders Seeschiffen, zusammen. Verschiedene Organisationen wie die International Maritime Organization, Klassifikationsgesellschaften wie der Germanische Lloyd oder Lloyd’s Register of Shipping, bei Schiffen unter deutscher Flagge auch die See-Berufsgenossenschaft, stellen eigene Anforderungen an die Bauart und die Beladung des Schiffes, um für die sichere Führung des Schiffes ausreichende Sichtverhältnisse zu gewährleisten. Die IMO gibt unter anderem vor, dass die Sicht nach „recht voraus“ und einem Sektor von 10° zu beiden Seiten der Vorauslinie eines Schiffes nicht um mehr als zwei Schiffslängen oder 500 Meter (der kleinere Wert wird angewendet), unabhängig von Tiefgang und Trimm des Schiffes, eingeschränkt sein darf.
Von besonderer Bedeutung ist der Sichtstrahl bei Containerschiffen, da die Höhe ihrer Containerladung an Deck den Sichtstrahl des Schiffes beeinflusst.